# 漢密爾頓縣 (田納西州)
漢密爾頓縣（英語：Hamilton County）是位於美国田纳西州南部的一個郡，南鄰喬治亞州，面積1,491平方公里。根據2020年美國人口普查，共有人口36萬6,207人。縣治查塔努加。該縣成立於1819年10月25日，縣名紀念首任美国财政部长亚历山大·汉密尔顿。